# Tyler Ennis (Basketballspieler)
Tyler Cameron Ennis McIntyre (* 24. August 1994 in Brampton, Kanada) ist ein kanadischer Basketballspieler. Seit Juli 2025 steht er bei den Hapoel Tel Aviv in der Ligat ha’Al unter Vertrag.

## Karriere

### NBA
Am 26. Juni 2014 wurde Ennis an 18. Stelle von den Phoenix Suns gedraftet. Er absolvierte sein NBA-Debüt am 29. Oktober 2014 gegen die Los Angeles Lakers. In seiner ersten Saison wurde er auch des Öfteren bei den Bakersfield Jam in der NBA Development League eingesetzt.
Am 19. Februar 2015 wurde Ennis zusammen mit Miles Plumlee zu den Milwaukee Bucks getradet. Am darauf folgenden Tag gab Ennis sein Debüt bei den Bucks. Dabei kam er von der Bank und erzielte vier Punkte und zwei Assists gegen die Denver Nuggets. Im Mai 2015 unterzog er sich einer Operation, um ein gerissenes Labrum in seiner rechten Schulter zu reparieren.
Zur Spielzeit 2016/17 wechselte Ennis zu den Houston Rockets im Austausch mit Michael Beasley.
Bereits im Februar 2017 kam er zu den Los Angeles Lakers. Am 9. April 2017 erzielte er einen Karrierebestwert mit 20 Punkten beim 110:109-Sieg gegen die Minnesota Timberwolves. Im Sommer 2017 unterschrieb Ennis ein weiteres Mal bei den Lakers.

### Europa
Er spielte unter anderem auch bei Fenerbahçe Istanbul.

### Nationalmannschaft
Ennis gewann mit der kanadischen Basketballnationalmannschaft eine Bronzemedaille bei der FIBA Americas U-18-Meisterschaft 2012. Bei der FIBA U19-Weltmeisterschaft 2013, führte er das Turnier in der Punktewertung mit 20,9 Punkten pro Spiel an.